# Barbalha (ort)
Barbalha är en ort i Brasilien.   Den ligger i kommunen Barbalha och delstaten Ceará, i den östra delen av landet, 1 300 kilometer nordost om huvudstaden Brasília. Barbalha ligger 422 meter över havet och antalet invånare är 33 943.
Terrängen runt Barbalha är platt åt nordost, men åt sydväst är den kuperad. Runt Barbalha är det ganska tätbefolkat, med 56 invånare per kvadratkilometer.. Närmaste större samhälle är Juazeiro do Norte, 11,0 kilometer norr om Barbalha.
Omgivningarna runt Barbalha är huvudsakligen savann.